# Leveillula taurica
Leveillula taurica är en svampart som först beskrevs av Joseph-Henri Léveillé, och fick sitt nu gällande namn av G. Arnaud 1921. Leveillula taurica ingår i släktet Leveillula och familjen Erysiphaceae.   Inga underarter finns listade i Catalogue of Life.